# Луговской (Кемеровская область)
Луговско́й — посёлок в Таштагольском районе Кемеровской области. Входит в состав Каларского сельского поселения.

## География
Центральная часть населённого пункта расположена на высоте 317 м над уровнем моря.

## Население
| 2010 |
| ---- |
| 14   |

### Половой состав
По данным Всероссийской переписи населения 2010 года, в посёлке проживало 14 человек (6 мужчин, 8 женщин).